# Chris Witchhunter
Chris Witchhunter, właściwie Christian Dudek (ur. 18 grudnia 1965, zm. 8 września 2008) – niemiecki perkusista, znany z występów w thrashmetalowym zespole Sodom. 
Grał w Sodom od jego powstania do 1992, kiedy został wyrzucony z zespołu. Wrócił w 2007 i nagrał z grupą album The Final Sign of Evil. W 2008, w wieku 42 lat, zmarł z powodu niewydolności wątroby.

## Dyskografia
Z zespołem Sodom:
- Obsessed by Cruelty (1986)
- Persecution Mania (1987)
- Agent Orange (1989)
- Better Off Dead (1990)
- Tapping the Vein (1992)
- The Final Sign of Evil (2007)